# Thot Opps (Clout Drop)/Bout That
Thot Opps (Clout Drop)/Bout That è un singolo della rapper statunitense Bhad Bhabie, pubblicato il 16 settembre 2018 come estratto dal mixtape 15.

## Tracce
1. Thot Opps (Clout Drop)/Bout That – 2:44